# Långmyrsjön
Långmyrsjön är en sjö i Hudiksvalls kommun i Hälsingland och ingår i Delångersåns huvudavrinningsområde. Sjön har en area på 0,288 kvadratkilometer och ligger 183 meter över havet. Sjön avvattnas av vattendraget Brickabäcken. Vid provfiske har bland annat abborre, gers, gädda och mört fångats i sjön.

## Delavrinningsområde
Långmyrsjön ingår i det delavrinningsområde (687029-153895) som SMHI kallar för Utloppet av Långmyrsjön. Medelhöjden är 218 meter över havet och ytan är 2,5 kvadratkilometer. Räknas de 7 avrinningsområdena uppströms in blir den ackumulerade arean 32,83 kvadratkilometer. Brickabäcken som avvattnar avrinningsområdet har biflödesordning 2, vilket innebär att vattnet flödar genom totalt 2 vattendrag innan det når havet efter 65 kilometer. Avrinningsområdet består mestadels av skog (74 procent). Avrinningsområdet har 0,28 kvadratkilometer vattenytor vilket ger det en sjöprocent på 11,4 procent.

## Fisk
Vid provfiske har följande fisk fångats i sjön:
- Abborre
- Gärs
- Gädda
- Mört
- Nors